# Going Ape!
 (juin 2024).
Si vous disposez d'ouvrages ou d'articles de référence ou si vous connaissez des sites web de qualité traitant du thème abordé ici, merci de compléter l'article en donnant les références utiles à sa vérifiabilité et en les liant à la section « Notes et références ».
Pour plus de détails, voir Fiche technique et Distribution.
Going Ape! est un film américain réalisé par Jeremy Joe Kronsberg (en), sorti en 1981.

## Fiche technique
- Titre original : Going Ape!
- Réalisation et scénario : Jeremy Joe Kronsberg (en)
- Musique : Arthur B. Rubinstein
- Pays d'origine :  États-Unis
- Sociétés de production : Paramount Pictures
- Genre : Comédie
- Durée : 97 minutes
- Date de sortie : 10 avril 1981

## Distribution
- Tony Danza : Foster Sabatini
- Jessica Walter : Fiona
- Stacey Nelkin : Cynthia
- Danny DeVito : Lazlo
- Art Metrano : Joey
- Frank Sivero : la mauvaise habitude
- Rick Hurst : Brandon
- Howard Mann : Jules Cohen
- Joseph Maher : Gridley
- Les orangs-outans de Bobby Berosini : Rusty, Tiga et Popi

## Distinctions
- 1 prix nommé aux Razzie Awards en 1982 :
  - Pire second rôle masculin (Danny DeVito)